# Peloderinae
Sous-famille
Genres de rang inférieur
- Caenorhabditis
- Pellioditis
- Pelodera

Les Peloderinae sont une sous-famille de nématodes, de l'ordre des Rhabditida et de la famille des Rhabditidae (Rhabditidés en français).

## Liste des genres
Selon NCBI (8 mars 2023), la sous-famille des Peloderinae comprend les trois genres suivants :
- genre Caenorhabditis
- genre Pellioditis
- genre Pelodera

autres genres
- Phasmarhabditis